# Nanhermannia dorsalis
Nanhermannia dorsalis är en kvalsterart som först beskrevs av Banks 1896.  Nanhermannia dorsalis ingår i släktet Nanhermannia och familjen Nanhermanniidae. Inga underarter finns listade i Catalogue of Life.